# Saudijska protuzračna obrana
Saudijska protuzračna obrana (arapski: الدفاع الجوي الملكي السعودي) je četvrta grana Oružanih snaga Saudijske Arabije. Protuzračna obrana je bila dio vojske sve do 1970, kada je osamostaljena neovisno od feldmaršala Khalida bin Sultana. Protuzračna obrana ima sjedište u Rijadu gdje je radar i zračni obrambeni sustav znani kao jedni od najnaprednijih radarskih mreža u svijetu.

## Protuzračni štit
Saudijski protuzračni štit sadrži:
- Lockheed Martin AN/FPS-117
- Northrop-Grumman AN/TPS-43
- Raytheon Improved HAWK
- Raytheon MIM-104 Patriot

## Vanjske poveznice
- Saudijska protuzračna obrana Službana stranica  Arhivirana inačica izvorne stranice od 24. veljače 2018. (Wayback Machine)